# کاپیتول ایالت آریزونا

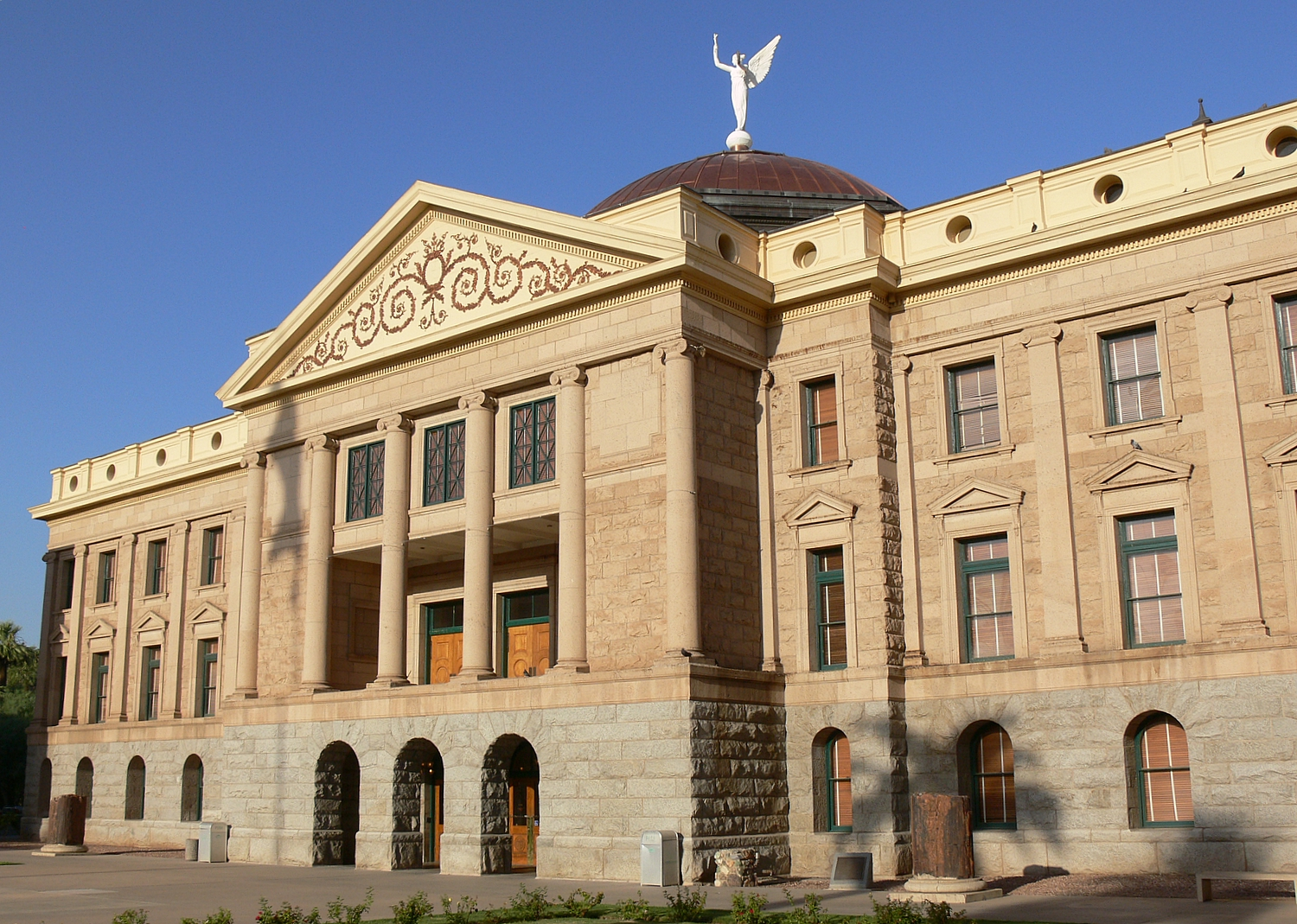

کاپیتول ایالت آریزونا (Arizona State Capitol) بنایی است که شاخه مقننه دولت ایالت آریزونا در آن قرار دارد.
بنای کنونی در سال ۱۹۰۰ با معماری جیمز رایلی گوردن ساخته گردید و در فینیکس قرار دارد.
این بنا خانه مجلس نمایندگان و سنای ایالت است.
در آینده نزدیک، گسترش و نوسازی دفاتر اجرایی و مجالس این ایالت دردست اقدام است.